# Chthonius densedentatus
Espèce
Synonymes
- Chthonius ruffoi Caporiacco, 1951

Chthonius densedentatus est une espèce de pseudoscorpions de la famille des Chthoniidae.

## Distribution
Cette espèce se rencontre en Bosnie-Herzégovine, en Albanie, en Grèce, en Croatie, en Slovénie, en Italie, en Suisse et en France.

## Description
Les mâles mesurent de 1,4 à 1,75 mm et les femelles de 1,5 à 2,0 mm.

## Systématique et taxinomie
Cette espèce a été décrite par Beier en 1938.
Chthonius ruffoi a été placée en synonymie par Gardini en 2021.

## Publication originale
- Beier, 1938 : « Vorläufige Mitteilung über neue Höhlenpseudoscorpione der Balkanhalbinsel. » Studien aus dem Gebiete der Allgemeinen Karstforschung, der Wissenschaftlichen Höhlenkunde, der Eiszeitforschung und den Nachbargebieten, vol. 3, no 8, p. 5-8.